# Вечеринка в женской общаге
«Вечеринка в женской общаге» (англ. Rock and Roll Fantasy; другое название — Sorority House Party) — кинофильм.

## Сюжет
Мегапопулярная рок-звезда Америки оказывается в заложниках у самых сексуальных девчонок из женской общаги.
Они устраивают шикарную рок-вечеринку, на которую все хотят попасть и никто не хочет пропустить.

## В ролях
| Актёр                | Роль                |
| -------------------- | ------------------- |
| Авалон Андерс        | Миранда             |
| Аттила               | Джейми Зи           |
| Доун Бэйкер          | гость на вечеринке  |
| Дебра Битти          |                     |
| Эри Брэверман        |                     |
| Пол Браун            | гость на вечеринке  |
| Дженнифер Ли Бантинг | гостья на вечеринке |